# رينو ماستر
رينو ماستر هو عربة نقل تجارية ينتجهامصنع رينو الفرنسي منذ عام 1980، والآن في الجيل الثالث. حل محلها في وقت سابق الشاحنات الخفيفة Saviem SG3 . و أوبل باعت إصدارات عربات السلسلة الثانية والثالثة أوبل موفانو في أوروبا وفوكسهول موفانو في المملكة المتحدة. وقد تم تصميم جميع الأجيال الثلاثة وتصنيعها من قبل رينو، بغض النظر عن العلامة التجارية.
وقد تم خلال مدة عدة أنماط الجسم المختلفة المتاحة، من الشاحنة القياسية لنماذج أكبر مع زيادة مساحة التحميل، والطول، ومحاور أطول مع بادئة LWB. شاحنة مقفلة شائعة جدا، ولكن بيك آب وتتوفر أيضا.

## الجيل الأول (1980 - 1997)
تم إطلاق رينو ماستر الأصلية في سبتمبر 1980. تم إطلاقها في الأصل بمحرك ديزل Fiat-Sofim 2.5 لتر (2445 سم مكعب) ، ومن عام 1984 أيضًا مع وحدة الطاقة 2.1 لتر (2068 سم مكعب). في حالات نادرة ، تم بيع ماستر بمحرك بنزين 2.0 لتر أو 2.2 لتر رينو .
في عام 1990 ، حل إصدار أكبر بشكل هامشي (2499 سم مكعب) من Sofim ديزل محل الإصدار السابق.
لقد تنافسوا مع عدد من منتجات الشركات المصنعة الأخرى ، ولكن أيضًا مع أصغر الموديلات من سلسلة دودج 50 الخاصة برينو ، والتي تم بناؤها مؤخرًا باسم سلسلة رينو 50 ، بعد استحواذ رينو على مرافق إنتاج دودج في المملكة المتحدة (في ذلك الوقت) من سيطرة بيجو على شركة كرايسلر أوروبا ).
تم إطلاق رينو ترافيك الأصغر أيضًا في عام 1980 ، مما نتج عنه مجموعة كبيرة من المركبات التجارية الخفيفة .
تم تصميم Master بشكل مميز مع تصميم الباب المنزلق ومقابض الأبواب المستديرة غير العادية ، على غرار مقابض Fiat Ritmo / Strada. تم تصنيع الشاحنة في مصنع رينو الجديد آنذاك SoVAB Batilly في شمال شرق فرنسا.

### سلسلة رينو مسنجر
تم بيع نسخة بديلة للخدمة الأثقل والتي بدت متطابقة تقريبًا ، بواسطة Renault Trucks مثل Renault B70 إلى B120 . ظهرت لأول مرة باسم 70 PS (51 kW) B70 (ديزل) و 80 PS (59 kW) B80 (بنزين) في نهاية عام 1982. كانت شاحنة خفيفة بهيكل Renault Master I على هيكل منفصل ، الدفع بالعجلات الخلفية والعجلات الخلفية المزدوجة.
تم تقديم سلسلة B مع مجموعة من خيارات الجسم البديلة. نظرًا لأن كلا من Master (و Trafic الأصغر ) كانا يحملان لوحات الشركة المصنعة من قسم السيارات في Renault ، بدا أن أرقام إنتاج RVI تنخفض حيث تم استبدال SG2 و SG3 تدريجيًا.
لذلك تقرر في عام 1982 نقل سلسلة B الجديدة الأثقل إلى RVI. تم إضافة إصدارات أكثر قوة تدريجيا، وتتضمن شاحن هواء توربو و التبريد الداخلي .
على الرغم من مشاركة نسخة 4x4 من B90 في رالي باريس داكار في عام 1987 ، تم الكشف عن النسخة «المدنية» من شاحنة B90 4x4 في عام 1990 فقط ، وتم بيعها حتى عام 1999. في عام 1993 ، تم تغيير الشبكة و تم تغيير اسمها إلى Messenger .

## الجيل الثاني(1997-2010)
كان الجيل الثاني من رينو ماستر ، الذي وصل في نوفمبر 1997 ، أكثر تقليدية في المظهر ، وعلى الرغم من أنه تم تطويره بشكل أساسي من قبل رينو ، إلا أنه كان متاحًا من عام 1998 مثل أوبل موفانو المتطابق تقريبًا (الذي يحمل شارة في المملكة المتحدة باسم Vauxhall Movano ) ، ومن رينو نيسان ، الشريك المرتبط ارتباطًا وثيقًا ، والتي كانت متوفرة منه باسم Nissan Interstar .
يعكس هذا الترتيب التعاون بين هذه الشركات على نظيرتها الرئيسية الأصغر ، رينو ترافيك . داخل الصناعة ، توجد ترتيبات مشاركة منصة مماثلة بين فيات وبيجو / سيتروين ، وكذلك بين فولكس فاجن ومرسيدس.
يشترك الجيل الثاني من Renault Master والجيل الثالث من Iveco Daily في العديد من الألواح وبعض مكونات الكابينة ، بما في ذلك الأبواب بسبب اتفاقية بين Iveco و Renault تم النص عليها في يوليو 1994.
نصت الاتفاقية على إنتاج ومشاركة المكونات المشتركة لما مجموعه 120 ألف قطعة سنويًا يتم إنتاجها في مختلف مصانع بريشيا (إيطاليا ، إيفيكو) ، سوزورا (إيطاليا ، إيفيكو) ، بلد الوليد (إسبانيا ، إيفيكو) وباتيلي (فرنسا). مصنع رينو).
استخدم السيد محرك Renault S-Type في إصدارات S9U و S8W / S9W ، ومحرك G-Type (G9T) ومحرك Nissan YD . الإزاحة المتاحة (ليست في جميع أحجام الهيكل / الهيكل) تتضمن 2.2 و 2.5 و 2.8 لتر مع مجموعة من مخرجات الطاقة.
تلقت الشاحنة عملية تجميل كبيرة في منتصف العمر في نهاية عام 2003 ، مع إعادة تصميم منطقة المصباح بشكل كبير (مع تغييرات تجميلية للأضواء الخلفية ، والمرايا الجانبية ، ولوحة القيادة) ، مما أدى إلى أن الواجهة الأمامية تشبه إلى حد ما ترافيك الأصغر. مثل سابقتها ، كانت الشاحنة متوفرة في عدد من الأحجام والتكوينات ، وكانت قاعدة شائعة للتحويل إلى هيكل سيارة الإسعاف .
بالنسبة للماجستير المحسن ، تم استبدال خيار المحرك سعة 2.8 لتر في بعض الأسواق بمحرك ZD3 سعة 3.0 لتر المشتق من محرك نيسان ZD30 ، المتغيرات ZD3 200 أو 202 لترتيبات الدفع الأمامي المتقاطع والمتغيرات ؛ 600 أو 604 أو 606 أو 608 لترتيبات الدفع بالعجلات الخلفية. تم إعادة تصميم الشبكة في عام 2007 على طرازات تحمل شارة رينو.

### رينو ماسكوت
قامت شركة Renault Trucks بتسويق نسخة ديزل للخدمة الشاقة سعة 3.0 لتر من Master وباعها باسم Mascott . الأسماء الأخرى لإصدار الدفع الخلفي (RWD) هي: Master Propulsion (فرنسا) ، Master Pro (هولندا).
احتفظت باسم Master في ألبانيا والبوسنة والهرسك وكرواتيا ومقدونيا وسلوفينيا ، وماجستير LDT في بلجيكا وماستر Maxi في بولندا وماستر Propulsion في إسبانيا وفرنسا وإيطاليا وريونيون. كانت متوفرة في أوروبا بين عامي 1999 و 2013 ، وتم وضعها بين ماستر ورينو ميدلوم الأكبر .
كانت متوفرة ف تناغم ، إما 120 حصانًا (88 كيلو واط ، 118 حصان) أو 160 حصانًا (118 كيلو واط ، 158 حصانًا) بخمس وست سرعات على التوالي.

## الجيل الثالث (2010-الحاضر)
تم تقديم جيل جديد من رينو ماستر في صيف عام 2010 ، بما في ذلك مجددًا أوبل / فوكسهول موفانو ونيسان NV400. إنها المرة الأولى التي يتوفر فيها أوبل / فوكسهول أو نيسان بدفع خلفي فردي / مزدوج.
و M-نوع يتم تقاسم 2.3 لتر أربع أسطوانات محرك الديزل من قبل جميع ماركيز الأربعة، ومتاح في ثلاث ولايات من لحن، من 100 PS (74 كيلوواط، 99 حصانا) و 150 PS (110 كيلوواط، 148 حصانا). أوقفت Renault Trucks إنتاج Mascott وباعت الجيل الثالث Master في شكل كابينة الهيكل فقط ، مع حمولات تصل إلى 2.5 طن.
في المملكة المتحدة ، يتوفر Movano في مجموعة كبيرة من تكوينات الطول والطول والوزن ، وقادرة على نقل ما يصل إلى 4500 كجم (9900 رطل). في عام 2014 ، تم تجديد الشبك الأمامي في سيارة رينو ماستر ولكن لم يتم تطبيق عملية شد الوجه على إصدارات أوبل / فوكسهول. في 18 أبريل 2016 ، أعلنت شركة رينو عن بدء إنتاج نسخة للطرق الوعرة من سيارة رينو ماستر ، بتصميم دفع رباعي.
في كوريا الجنوبية ، تم إطلاق الشاحنة الصغيرة FF Layout Master L1H1 (S) و L2H2 (L) في 15 أكتوبر 2018. تم استيرادها من فرنسا. سيكون أول ماجستير في سوق كوريا الجنوبية هو الديزل مع علبة التروس اليدوية. سعر الإصدار القصير (S) هو 29،000،000won ، وسعر Long body van (L) هو 31،000،000 وون. ربما تعتبر رينو كوريا المنافسين مثل Hyundai Starex و Hyundai H350 .
في عام 2019 ، تم تقديم نموذج محسن لعام 2020.

## صور

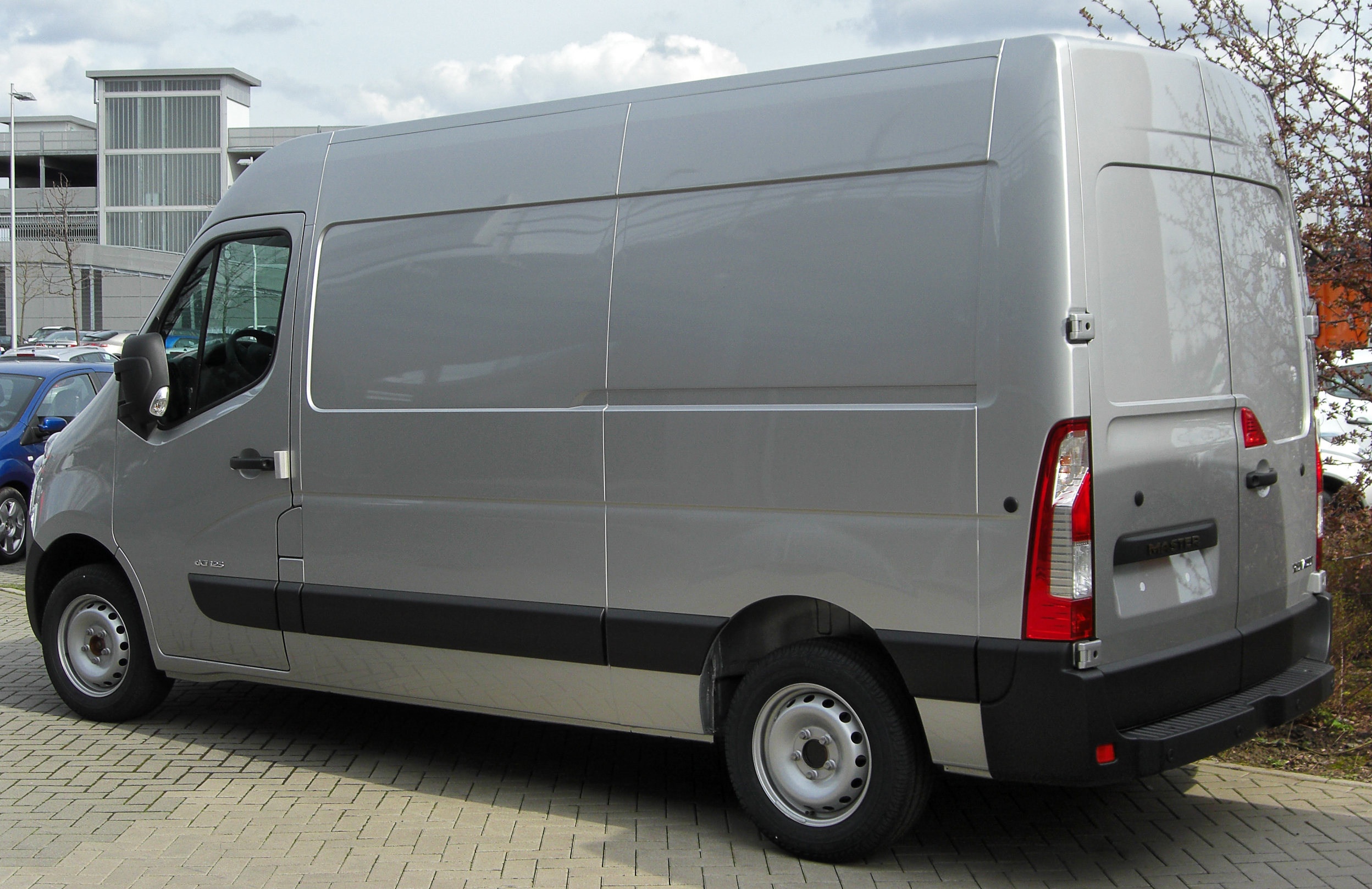
رينو ماستر من خلف
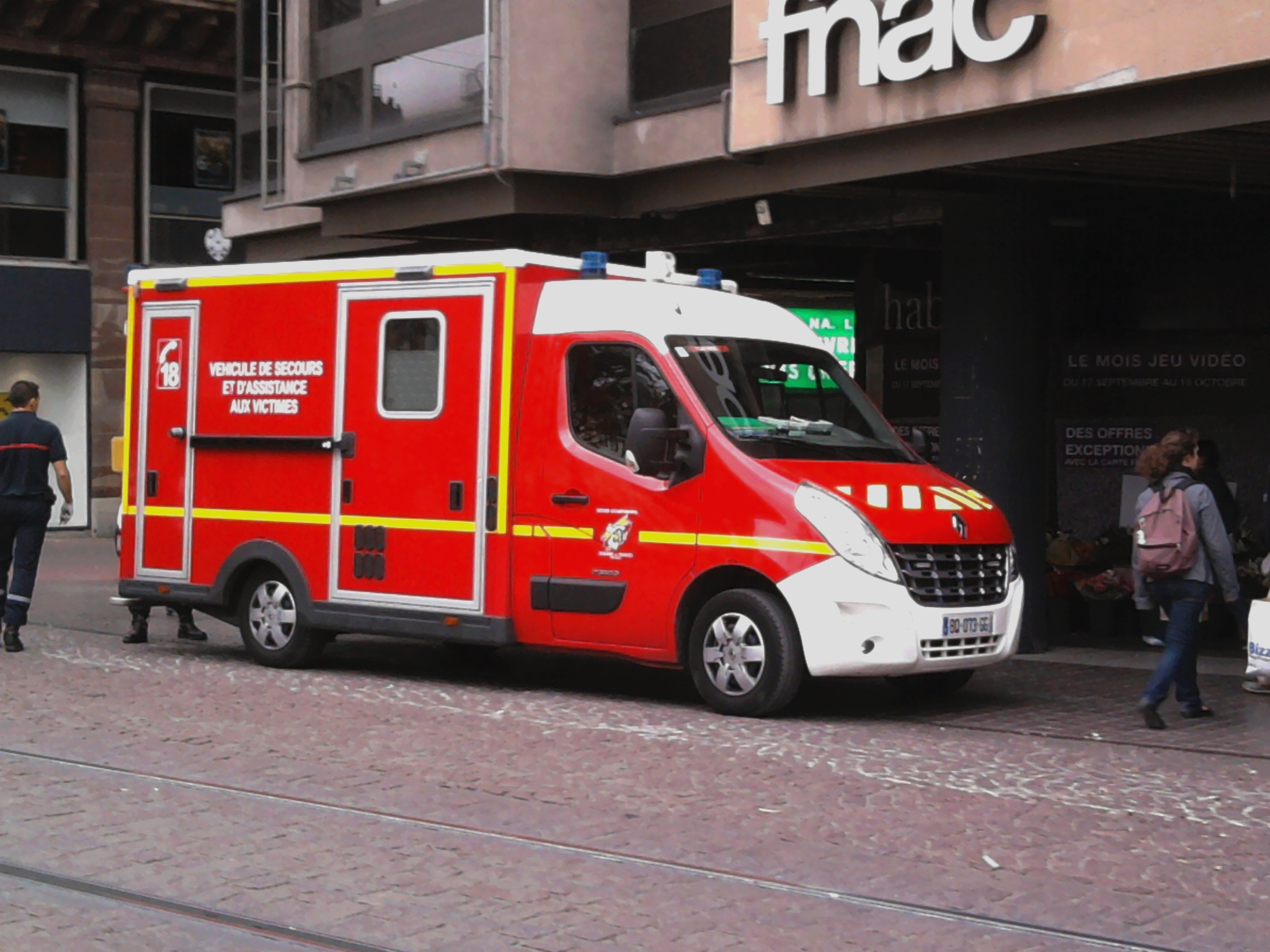
ماستر رينو الإسعاف في فرنسا
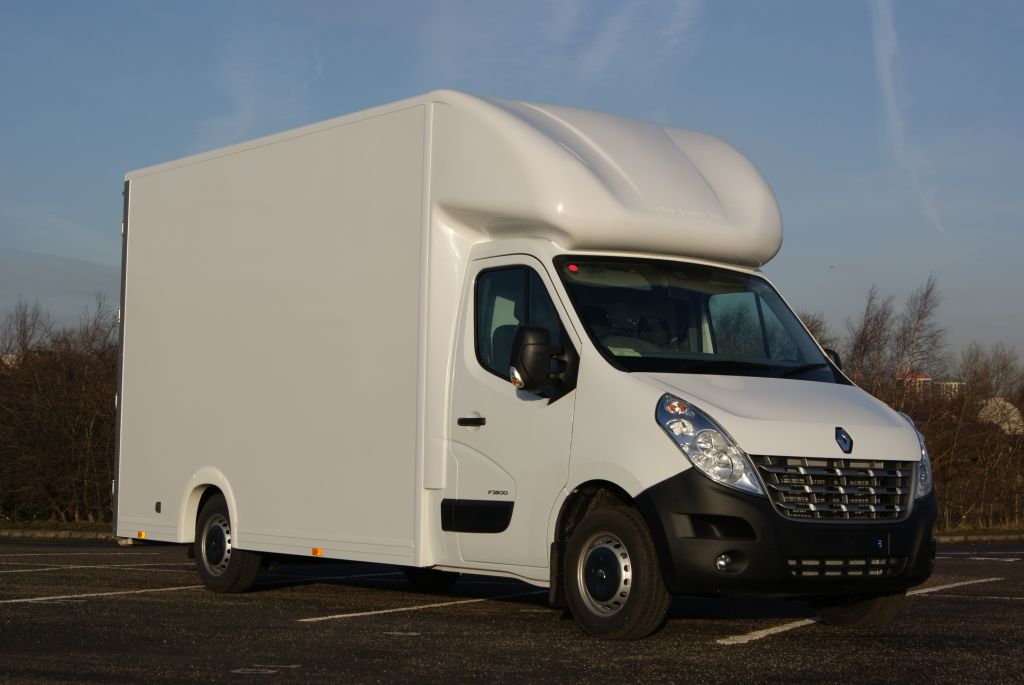
رينو ماستر مسطحة
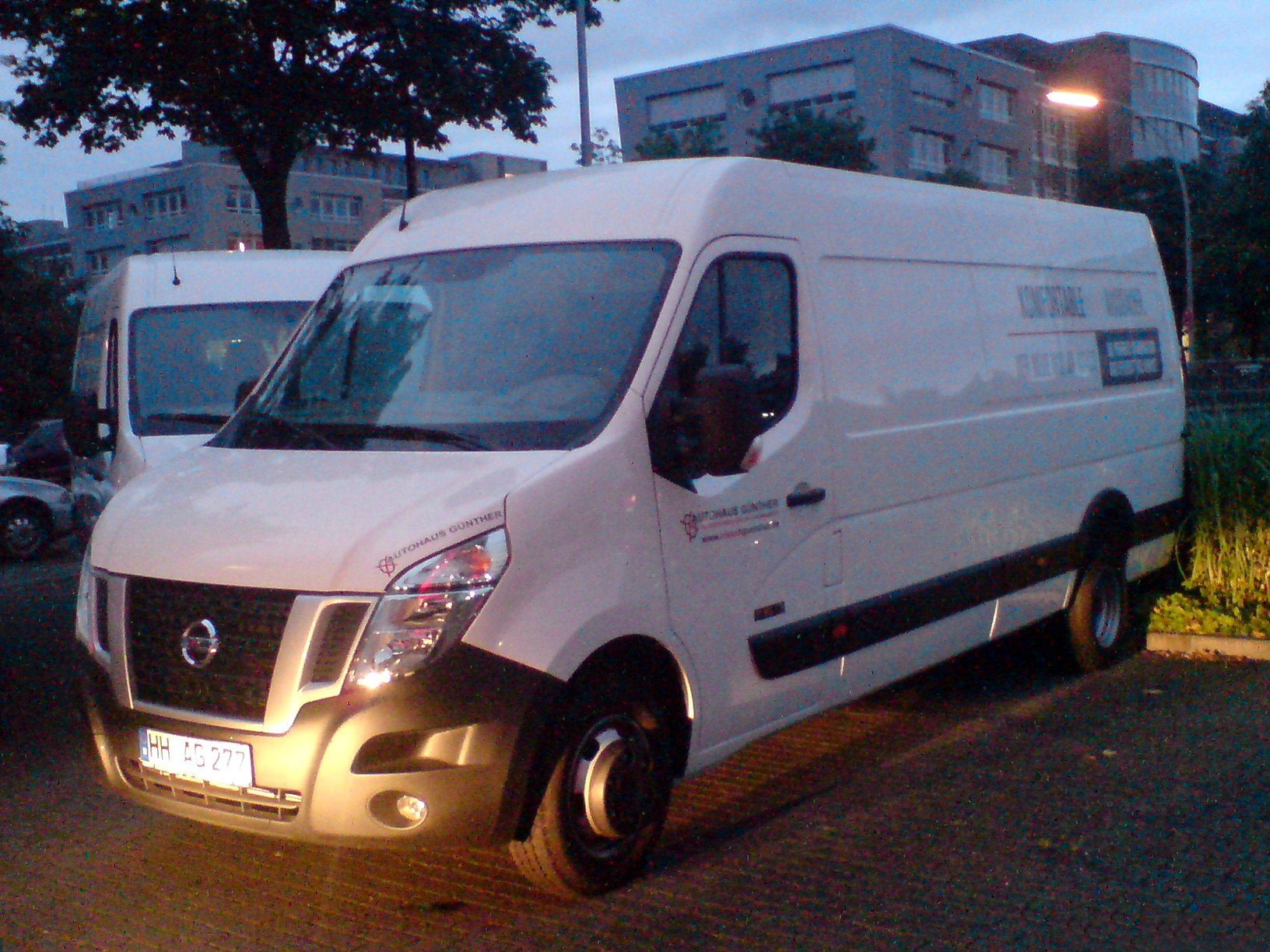
نيسان NV400
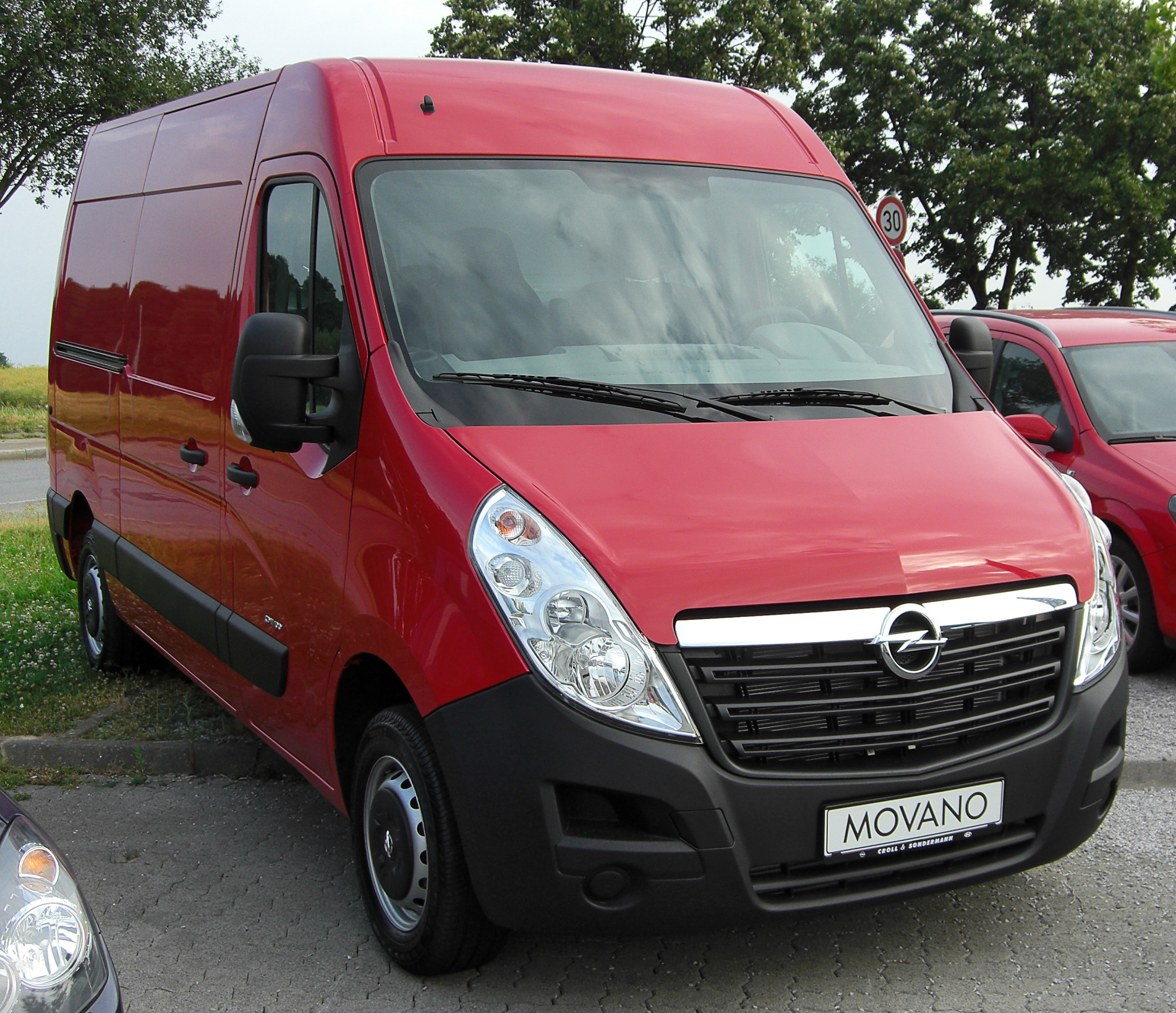
أوبل MOVANO ب سقف المتوسط